# 克利爾湖 (印第安納州)
克利爾湖（英語：Clear Lake）是一個位於美國印地安納州斯托本縣的城鎮。

## 人口
根據2010年美國人口普查的數據，克利爾湖的面積為6.38平方千米，當中陸地面積為2.88平方千米，而水域面積為3.50平方千米。當地共有人口339人，而人口密度為每平方千米53人。